# 宮城学院中学校・高等学校
宮城学院中学校・高等学校（みやぎがくいんちゅうがっこう・こうとうがっこう）は、宮城県仙台市青葉区桜ケ丘九丁目にある私立中学校・高等学校。通称は「宮学」（みやがく）もしくは「MG」。
押川方義が創設したキリスト教（プロテスタント、福音主義：日本基督教団）系の学校である。同一敷地内には系列校の宮城学院女子大学と宮城学院女子大学附属幼稚園がある。
また、東北学院とは創設者が同じことから姉妹校の関係にある。

## 概要
アメリカ合衆国の改革派教会宣教師W.E.ホーイと押川方義をはじめとする日本人キリスト者たちによって「宮城女学校」創立。初代校長にエリザベス・R・プールボーが就任した。
女性の社会的地位が低く、その高等教育機関がほとんどなかった当時、宮城女学校はキリスト教に基づく女子の高等教育を行う学校として、現在の東二番町において、授業を開始した。
現在の校地は仙台市の郊外に位置する桜ヶ丘団地から都市計画道路北四番丁大衡線を挟んで東側の緑地にあるが、かつての校舎は、仙台市の中心部の旧東北学院中学校・高等学校の隣に位置したため、交通至便であった。
しかし生徒数の増加に伴い旧校地が手狭になったため、1980年に広大な敷地をもつ現在の桜ヶ丘九丁目に移転することになった。移転して30年以上経った現在、かつての校地は再開発されて仙台国際ホテルとSS30になっており、当時の面影を感じさせるものは何一つ無くなってしまったが、かつて本校があったという碑が設置されている。
中学校からは一部を除き、ほぼ全員が同高等学校に進学するため、中学からは事実上、中高一貫教育となる。高等学校卒業後は一部を除きほぼ全員が進学する。
また、クラス名は花の名前(梅・桜・萩・菊・藤・百合・葵・橘・蘭)である。

## 沿革

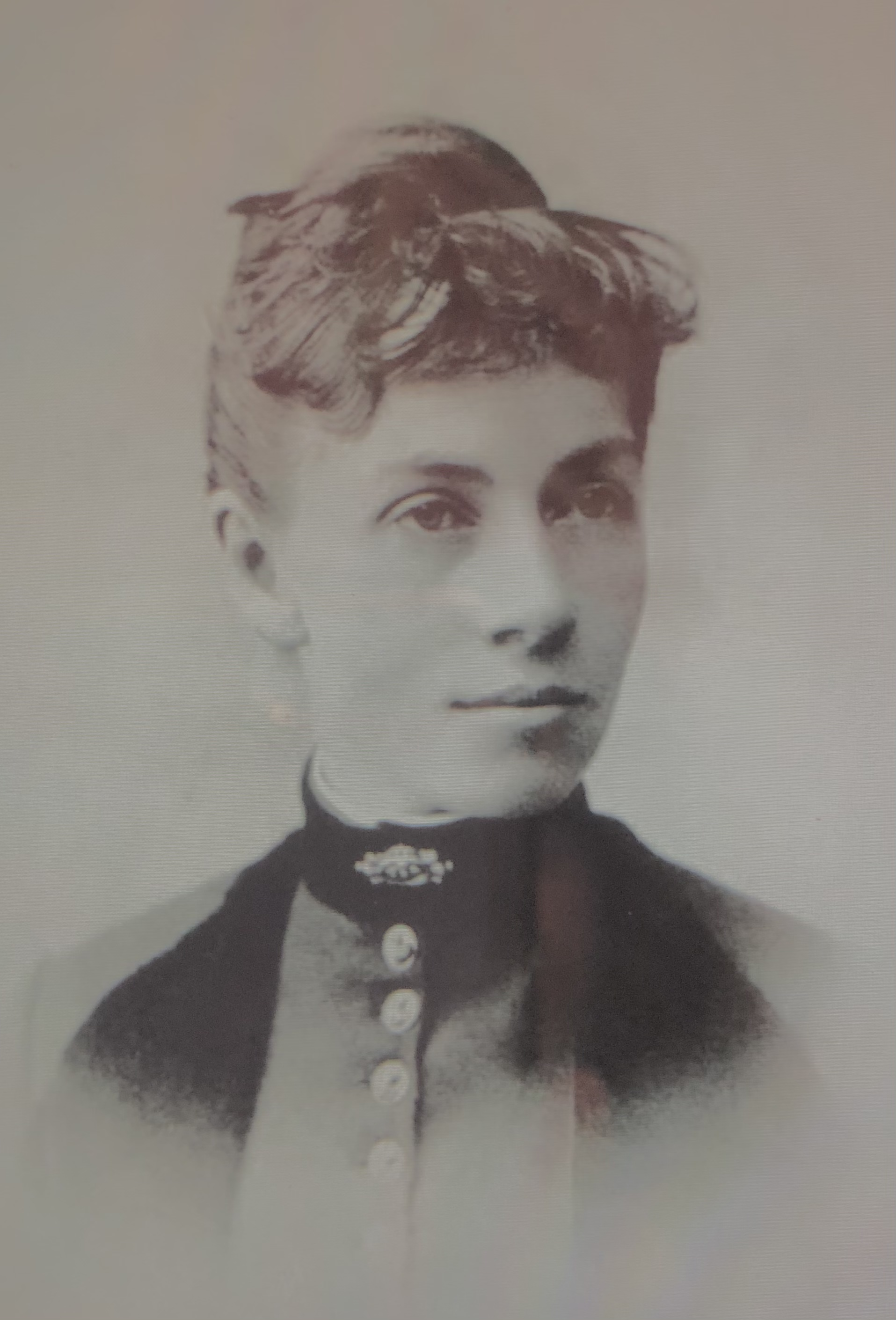
宮城女学校初代校長エリザベス・ブールボー

- 1886年9月18日 - 宮城県仙台区に宮城女学校の設置が認可される。
- 1891年 - ストライキ事件起こる
- 1939年8月31日 - 財団法人「宮城女学校」の設立認可を申請する。
- 1941年2月14日 - 財団法人「宮城女学校」の設立が認可される。
- 1943年4月1日 - 宮城女学校を廃止し、宮城高等女学校を設置する。
- 1946年6月29日 - 専門学校令による宮城学院女子専門学校の設置が許可される[1]。
- 1946年7月10日 - 宮城高等女学校が宮城学院高等女学校となる。
- 1947年4月1日 - 学制改革により、宮城学院中学校を設置する。
- 1948年4月9日 - 学制改革により、宮城学院高等女学校が宮城学院高等学校となる。
- 1951年3月9日 - 学校法人「宮城学院」の設立が認可される。
- 1980年 - 仙台市都心部の東二番丁より郊外の桜ヶ丘地区に移転。

### 初代校長
初代校長のエリザベス・プールボー（Elizabeth R .Poorbaugh、愛称リジー）は合衆国・ドイツ改革派教会より派遣されたアメリカ人宣教師。ペンシルヴァニア州の出身で31歳で来日した。学歴はハイスクール卒業のみだったが、学校経営の才に恵まれ、校長として7年間在籍し、教師として聖書と英語を担当した。1891年にその教育方針に反発した生徒たちによるストライキ事件が起こり、翌年辞職して帰国、その後結婚したが、若くして亡くなったと言われる。

### 宮城女学校ストライキ事件
明治24年（1891年）、プールボー校長の教育方針に対し、日本の伝統を無視してアメリカ式一辺倒の教育を強要されたと反発する生徒たちが決起し、ストライキを起こした。プールボー校長は国語を軽く見る傾向があり、札幌のスミス女学校から転校してきた小平小雪は数回にわたり英文の歎願書を校長に提出したがそのつど退けられ改善されなかった。同校創立者の一人で東北地方で布教活動をしていた押川方義らが仲介に入ったが、プールボーは彼らが生徒をそそのかしているとさえ考え、首謀者5名（斎藤冬、石川梅代、町田辰、尾花梅代、小平小雪）を退学処分とした。在校生だった星良（のちの相馬黒光)は、処分学生の冷静な態度に感激する一方、自制を失った校長の怒号に憤慨し、事件の翌年、処分へ抗議して自主退学した。退学した生徒たちは、押川の手配で、斎藤、町田、小平は明治女学院へ、尾花は青山女学院へ、星はフェリス女学院へそれぞれ転校し、石川は押川の媒酌で牧師の松村介石と結婚した。

## 制服
中学校も高等学校も基本は紺のブレザーに白の丸襟ブラウス。中学校は臙脂のネクタイ、高等学校は紺の細いリボンで、紺のボックスプリーツスカート。これが式典時等の第一正装である。
ニットセーターとニットベストがある。色は、中学校は臙脂、高等学校はロイヤルブルーで左胸に大きく「MG」と入っている。式典がない時は、このセーターやベストで歩いている学生が多い。
冬季の指定コートは長くツイード（白黒）のものを使用していたが2008年度から新しくなり、色はチャコールグレーとなりデザインも一新された。2013年度からは，開襟タイプの夏季用ブラウスが導入された。

## 交通アクセス
スクールバス
通学の便をよくするため、学校周辺の4方面にスクールバスを登下校の時間帯に運行している。
路線バス
- 宮城交通
  - 仙台駅西口バスプール3番のりば 「宮城学院」行（東勝山経由、上杉通経由、上杉通急行の全路線利用可）
  - 仙台駅西口バスプール2番のりば 「宮城大学」行（上杉通・県庁市役所双葉ヶ丘入口経由、上杉通・県庁市役所東勝山経由の全路線利用可）
    - 「宮城学院前」下車 徒歩2分（終点バス停から本校へ向かう地下道が延びている）

  - 地下鉄旭ヶ丘駅バスターミナル3番のりば 「宮城学院」行き
    - 終点「宮城学院前」下車 徒歩2分
- 仙台市営バス
  - 仙台駅西口バスプール13番のりば「宮城学院」行
    - 終点「宮城学院前」下車

## 主な卒業生
- 奥山玲子 - アニメーター
- 森公美子 - オペラ歌手、タレント、女優、声優
- 相馬黒光 - 実業家（新宿中村屋創始者）
- 石川幹子 - ランドスケープ・アーキテクト、東京大学名誉教授
- 向田麻衣 - 社会起業家
- 藤沢智子- 元東北放送 アナウンサー、現Aztbc代表取締役社長
- 赤間裕子- 元福島テレビ / テレビ東京アナウンサー
- 阿部俊子 - 自由民主党衆議院議員
- 安藤沙耶香 - グラビアアイドル
- 伊勢みずほ - 元新潟放送アナウンサー、元東北放送ラジオ「ドキドキホットライン」パーソナリティー
- 磯村春子 - 明治・大正期の新聞記者
- 海隼人 - 元宝塚歌劇団星組男役
- 鎌田さゆり - 衆議院議員
- 白木朋子 - 児童労働支援NGO「ACE（エース）」代表
- 庄子久子 - Date fmラジオパーソナリティー / フリーアナウンサー
- 千葉美乃梨 - NHKアナウンサー
- 土井美加- 声優
- 長井鞠子 - 会議通訳者 / サイマル・インターナショナル顧問
- 野口美佳 - ピーチ・ジョン創業者（高校から入学）
- 山部京子 - 児童文学作家
- 渡辺美佐 - 渡辺プロダクション 代表取締役会長

## 系列校
- 宮城学院女子大学
- 宮城学院女子大学附属幼稚園

## 姉妹校
- 東北学院中学校・高等学校
- 東北学院榴ケ岡高等学校